# John Maynard Keynes
John Maynard Keynes, Baron Keynes ([ˈkʰeɪnz]IPA, 5. června 1883, Cambridge – 21. dubna 1946, Tilton, Firle, East Sussex) byl anglický ekonom, profesor na univerzitě v Cambridge a guvernér anglické centrální banky (Bank of England).
Byl zakladatelem keynesiánství, což je do jisté míry protipól klasické a neoklasické ekonomie. Oproti těmto teoriím dospěl mj. k pozitivnějšímu názoru na státní zásahy do hospodářství. Důsledky jeho úvah vyústily v aplikace pro řešení Velké hospodářské krize z 30. let, zejména v USA a Spojeném království, jejichž úspěch je stoupenci jeho koncepce považován za důkaz překonání principů klasické ekonomie. Je označován za jednoho z nejvýznamnějších ekonomů 20. století. Jeho tolerance k zadlužování státu (veřejné službě lidu) našla mnohé oponenty.

## Biografie
John Maynard Keynes se narodil v anglickém univerzitním městě Cambridge. Jeho matka Florence pracovala jako vedoucí úřadu na místním magistrátu. Jeho otec John Neville Keynes vyučoval na Cambridgeské univerzitě logiku a politickou ekonomii a byl jedním z představitelů logického positivismu. John Maynard studoval na Cambridgeské univerzitě matematiku a filosofii. Po dokončení studií matematiky v roce 1905 se na radu Alfreda Marshalla věnoval studiu ekonomie. V letech 1906 až 1908 pracoval ve státních službách, později v roce 1908 začal přednášet ekonomii na Královské koleji (King's College) v Cambridgi. Později se opět vrátil do státních služeb a do roku 1919 zde setrval. V tomto roce také zastupoval britské ministerstvo financí na Versailleské mírové konferenci.
V roce 1921 se Keynes zamiloval do ruské primabaleríny Lydie Lopokové, která byla jednou z hvězd exilového baletního souboru Ballets russes, vedeného legendárním impresáriem Sergejem Pavlovičem Ďagilevem. Jejich svatba se konala v roce 1925.
V roce 1942 byl za své zásluhy králem Jiřím VI. povýšen do šlechtického stavu jako peer (tzv. life peerage) s titulem Baron Keynes a stal se členem Sněmovny lordů.

### Veřejná činnost

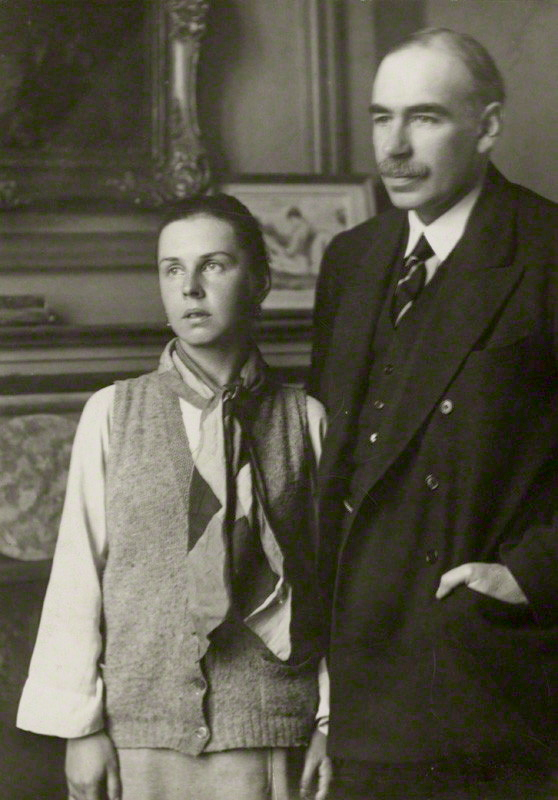
John Maynard Keynes a Lydia Lopokova

Byl předsedou velké vzájemné pojišťovny. Stal se také předsedou společnosti, která vydávala známý týdeník New Statesman and Nation (od r. 1964 jen New Statesman). Založil a z počátku sám financoval Umělecké divadlo v Cambridgi a byl pokladníkem tamější university.
V letech 1911 až 1945 byl hlavním redaktorem známého britského ekonomického časopisu Economic Journal, mezitím v roce 1920 opět začal působit na univerzitě Cambridge jako profesor ekonomie. Během 2. světové války (1940) se stal poradcem ministra financí Spojeného království a věnoval se problematice financování válečných výdajů. Velmi důležitou roli sehrál Keynes při konferenci OSN v americkém Bretton Woods, jejímž výsledkem bylo nové uspořádání mezinárodního finančního systému po druhé světové válce (bez tehdejšího tzv. socialistického světa). Některé vlastní návrhy se mu však nepodařilo prosadit, např. jím prosazovaná umělá mezinárodní měnová jednotka bancor a plán na zřízení mezinárodní clearingové unie byly odmítnuty.

## Vědecké dílo

### Hlavní práce
- Ekonomické důsledky míru (The Economic Consequences of Peace, 1919) – napsal po návratu z Versaillské mírové konference, kde se postavil proti výši válečných reparací, které představitelé vítězných stran udělili Německu. V této knize podrobil výsledky Versailské konference ostré kritice. Podle Keynese válkou zruinované Německo nebude schopné platit vysoké reparace a jedinou cestou, jak se zbavit dluhů, bude tištění inflačních peněz. To povede k dalšímu hospodářskému rozvratu, který bude mít zcela opačný výsledek, než byl původní záměr.
- Traktát o peněžní reformě (A Tract on Monetary Reform, 1923) – varoval v něm před návratem ke zlatému standardu. To by vyvolalo deflační nebezpečí a hospodářskou depresi.
- Ekonomické důsledky pana Churchilla (The Economic Consequences of Mr Churchill, 1925)
- Konec Laissez-Faire (The End of Laissez-Faire) – spis, v němž přišel s názorem, že existují oblasti, ve kterých si stát počíná lépe než soukromí podnikatelé.
- Pojednání o penězích (Treatise on Money, 1930) – rozdělil ekonomiku na spotřební a investiční a analyzoval nesoulad mezi strukturou výdajů a strukturou produktu
- Obecná teorie zaměstnanosti, úroku a peněz, (The General Theory of Employment Interest and Money, 1936) – je považována za jeho životní dílo. Nastartovala revoluci (keynesiánskou revoluci) tehdejšího ekonomického myšlení a přístupu k hospodářským problémům. Obecná teorie zaměstnanosti významně ovlivnila chod celého 20. století.
- Jak zaplatit válku (How to Pay for the War, 1940)

### Přínos k rozvoji ekonomie
Distancoval se od klasické ekonomické teorie, podle níž volná soutěž, liberalizace cen, mezd a úspor vede automaticky k plné zaměstnanosti. Ukázal, že tato možnost je jen zvláštním případem tvorby a rozdělení národního důchodu. Prosazoval intervence státu do ekonomiky podporou investic.
Zabýval se problematikou úspor a investic. Zavedl veličiny tzv. investičního multiplikátoru a sklonu ke spotřebě, jejichž ovlivněním lze přispět ke vzniku makroekonomické rovnováhy.
Keynes rozdělil ekonomiku na dva sektory – spotřební a investiční – a pokusil se analyzovat nerovnováhu vyvolávanou nesouladem mezi strukturou výdajů a strukturou produktu.
Vycházel z myšlenky, že rozhodnutí spořit nejsou totožná s rozhodnutími investovat. Proto může být podíl investičních výdajů na agregátních výdajích vyšší než podíl výroby investičních statků na celkovém domácím produktu. V takové nerovnovážné situaci porostou ceny investičních statků a následkem toho vzniknou mimořádné zisky jejich výrobců. Pokud růst zisků podpoří optimistická očekávání podnikatelů, porostou jejich investiční výdaje dále. Tím v ekonomice sílí inflační proces, který se šíří z investičního sektoru do celé ekonomiky.
Keynes kritizoval tradiční přístupy kvantitativní teorie peněz (Fisherův transakční přístup i cambridgeský přístup hotovostních zůstatků) a navrhoval přístup důchodově-výdajový. Ten vycházel z tvorby důchodů domácností a z jejich výdajů. Právě tento přístup se stal výchozím v jeho pozdější teorii efektivní poptávky a je dodnes považován za významnou součást Keynesova teoretického systému.
Ve vývoji Keynesových názorů je možné rozlišit dvě etapy: etapu do napsání Obecná teorie zaměstnanosti, úroku a peněz a etapu začínající napsáním Obecné teorie. To, co je dnes běžně chápáno jako Keynesovo učení, je vlastně druhá etapa Keynesova díla. Pro první etapu je charakteristické rozpracování kvantitativní teorie peněz.

### Obecná teorie zaměstnanosti, úroku a peněz
Keynes v ní prezentoval svou novou teorii pohledu na ekonomii a hospodářství, a tím se stal zakladatelem nového ekonomického směru: keynesiánství.
Úspory byly podle něj závislé na výši osobního důchodu (příjmů). Sníží-li se důchody, sníží se i úspory. Pokud poklesne spotřeba, dojde ke snížení důchodů výrobců spotřebního zboží, a tím i ke snížení jejich úspor. Spoření lidí se tak podle něj nakonec obrátí proti nim. Čím více budou spořit, tím menší budou mít své příjmy (za předpokladu, že tak budou činit i všichni ostatní).
Klasikové předkeynesovské doby si vysokou nezaměstnanost vysvětlovali příliš vysokými mzdami. Podle nich se při takto vysoké nezaměstnanosti sníží mzdy zaměstnanců a nezaměstnanost zmizí. Podle Keynese je tomu však jinak. Pokud zaměstnavatelé sníží svým zaměstnancům mzdy, zároveň tím sníží jejich koupěschopnost, a tím i celkovou agregátní poptávku (po jejich zboží). Budou tak dosahovat nižších zisků a své zaměstnance začnou propouštět. Vše se tak dostane podle Keynese do jakési spirály, ze které není bez vnější pomoci úniku. Pomocí takto definovaných zákonů a teorií se Keynesovi na první pohled podařilo vysvětlit dlouhodobou nezaměstnanost, která panovala při velké hospodářské krizi 30. let. Keynes se snažil dokázat, že celé hospodářství může být i při takto vysoké nezaměstnanosti v rovnováze. Navrhoval proto své vlastní hospodářské řešení s „viditelnou rukou státu“.
Pro dosažení plné zaměstnanosti potřebuje společnost dosahovat určité výše agregátní poptávky (spotřeby a investic). Toho lze dosáhnout štědrým přísunem peněz do ekonomiky a podporou agregátní poptávky přímo ze státního rozpočtu. Keynesův názor na hospodářskou politiku lze shrnout do citátu z jeho „Obecné teorie“:
„Kdyby ministerstvo financí naplnilo staré láhve bankovkami, zakopalo je přiměřeně hluboko v opuštěných uhelných dolech, které by potom byly zasypány až k povrchu odpadky, a ponechalo by pak soukromému podnikání, aby podle dobře osvědčených zásad laissez-faire znovu tyto bankovky byly vykopány ze země, nemusela by již existovat nezaměstnanost a nepřímo by se to odrazilo pravděpodobně tak, že by se reálný důchod společnosti, jakož i její kapitálové bohatství patrně podstatně zvýšily. Bylo by ovšem mnohem rozumnější stavět domy apod., ale brání-li tomu politické a praktické obtíže, je předcházející prostředek lepší než nic.“ (Obecná teorie, kap. 10, str. 144–145)

## Kritika
Zhruba po dvacet let od vydání Obecné teorie byl Keynesův vliv bezmezný. Později však začali mnozí ukazovat, že Keynesova makroekonomická doporučení spíše než stabilní hospodářský růst přinášejí vysokou inflaci a prohloubení hospodářského cyklu. Stagflace sedmdesátých let znamenala pro keynesianismus hlubokou ránu, protože ji nebyli schopni nijak vysvětlit. Na pomyslný Olymp ekonomické vědy se tehdy dostali tzv. monetaristé.
Keynesův myšlenkový systém odpovídal požadavkům své doby. Velká krize třicátých let přinesla ohromnou nezaměstnanost a propad produkce, chudobu pro miliony lidí. Zdálo se, že neexistuje řešení, že dosavadní ekonomické učení si neví rady. Problém však mnohem spíše než v teorii spočíval v praxi, vlády jednotlivých zemí přijímaly krátkozraká ochranářská opatření, která dále narušovala mezinárodní trh. Mzdám nebylo dovoleno poklesnout, což v podmínkách deflace představovalo jejich reálný růst. Zaměstnavatelé tedy byli nuceni propouštět, odtud masová nezaměstnanost. Centrální banky se pokoušely zvyšovat objem peněz v ekonomice a tím řešit problém nedostatku úvěru, který deflaci provází, čímž dále narušovaly cenový systém.
Keynesiánství bylo mainstreamovou ekonomickou teorií od konce druhé světové války až do ropných šoků 70. let 20. století, kdy se kartelu OPEC podařilo omezit těžbu ropy, a tím také prudce zvýšit její cenu na světovém trhu, což vedlo k ekonomické recesi. Najednou se zdálo, že keynesiánství již dostatečně nevysvětluje novou situaci a proto se začala prosazovat jiná učení, především monetarismus.
Z pohledu ekonomických škol, které navazují na klasickou politickou ekonomii, tedy zejména neoklasická ekonomie a rakouská škola, jsou Keynesovy názory nadále problematické. Podle těchto teoretických přístupů nevede zvyšování objemu peněz ke snížení nezaměstnanosti dlouhodobě, ale pouze v relativně krátkém časovém horizontu. Dále je uváděno, že tato opatření způsobují postupné zvýšení míry inflace a pokles kupní síly peněz. Podle názoru amerického ekonoma Miltona Friedmana pak neplatí krátkodobá Phillipsova křivka. Rakouská teorie navíc praví, že zvyšování objemu peněz vede nakonec k hospodářské recesi. V současnosti jsou ovšem slyšet názory, že ekonomická politika jak v USA tak v Evropské unii od velké finanční krize začátku 21. století opět uplatňuje především keynesiánské metody řešení vzniklých problémů, což se zdůvodňuje naprostou neúčinností jiných přístupů při potřebné rychlosti.